# Цветан Цветанов (композитор)
Цветан Ценков Цветанов е български композитор, цигулар и пианист, професор.

## Биография и творчество
Роден е в София на 6 ноември 1931 г. в семейството на Ценко Цветанов, писател и литературен критик, и Антония Аврамова, цигулар. Сестра му Елена Цветанова-Крушева (р. 1928) е литературовед, а брат му Поли Цветанов (р. 1950) е архитект.
Първите уроци по цигулка взема от чичо си, Владимир Аврамов, след което учи пиано при Панка Пелишек. През 1956 г. завършва с отличие по специалност „композиция“ Българската музикална академия в класа на Парашкев Хаджиев и Панчо Владигеров.
В периода 1956-1958 г. работи като редактор в Дом за народно творчество, в периода 1960 – 1965 г. е асистент на Александър Райчев, през 1969 г. е доцент по хармония.
През 1969 г. се жени за Гергана Владова-пианист, преподавател в Българска държавна консерватория – поп и джаз-пиано. Имат две деца Зорница Цветанова (р. 1978), пианист, и Орлин Цветанов (р. 1980), цигулар.
В периода 1973-1980 г. е секретар на Съюза на българските композитори и е заместник-ректор на Българска държавна консерватория.
Творчеството на Цветанов е проникнато също така от духа и аромата на народната музика. Има големи заслуги за художествената обработка на българските народни песни.
Умира на 4 април 1982 г. в Париж, Франция.

## Произведения

### Музикално-сценични

#### Балети
- „Орфей и Родопа“ (1960)
- “Легенда за Сибин (1982) – сюита

#### Хорово-оркестрови
- „Великото начало“  симф. поема за рецитатор и оркестър (1961);
- „Стълбата“  балада за алт, хор и оркестър (1966);
- „Балада за целувката на Ботев“ за хор и симфоничен оркестър (1979);
- „Завръщане при подвига“ за четец и духов оркестър (1977);
- „Молитва от Ботев Връх“ (1977)
- „Безсмъртие“ – оратория по текстове на Веселин Ханчев, Блага Димитрова и цитати от защитната реч на Г.Димитров на Лайпциския процес.

#### За симфоничен оркестър
- Симфонии: №1 (1964); №2 (1969); №3 (1972); №4, (1974)
- Симфониета (1956)
- Симфонична сюита из балета „Орфей и Родопа“ (1961)
- Увертюра (1968)
- „Радостна увертюра“ (1971)
- „Празничен концерт“ (1974)
- Симфонични вариации (1976)

#### За духов оркестър
- „Април 1876“  – увертюра (1969)

#### За камерен оркестър
- Симфония № 4 (1975)
- Концертино за пиано и камерен оркестър (1970) – и разработка за две пиана.

#### Камерна музика
- Тема с вариации за струнен квартет (1955);
- Соната за цигулка и пиано (1955);
- 20 леки пиеси за цигулка и пиано (1965);
- 2 пиеси за флейта и пиано (1968);
- Концертна пиеса за флейта и пиано (1969);
- Прелюд, песен и хорал за цигулка и пиано (1975);
- Соната за виолончело и пиано (1979).

#### За пиано
- Сонатина (1967)

#### За народен оркестър
- „Плетеница“ (1982)

Много песни за самодейни, детски, войнишки народни хорове, обработки на народни песни, филмова музика, музика към театрални постановки, произведения за духов оркестър и др.

## Награди
- Награда от Съюза на българските композитори за „Соната за цигулка и пиано“ и „Симфониета“ (1956)
- Орден Кирил и Методий І степен
- Орден Червено знаме на труда (1980)
- Орден Народна република България І степен (1981)
- Лауреат на Димитровска награда за 3-та симфония (1974)
- Награда Димитровски Комсомол за литература и изкуство (1979)
- Заслужил артист (1977)
- Отличие на международната трибуна в Париж (1979)
- Награда на ЦС на БПС за литература и изкуство (1982)
- Награда за целокупно творчество на СБК (посмъртно)